# (73673) 1986 RX1
(73673) 1986 RX1 – planetoida z grupy przecinających orbitę Marsa okrążająca Słońce w ciągu 4,09 lat w średniej odległości 2,56 j.a. Odkryta 6 września 1986 roku.